# Garrulax merulinus
El charlatán pechipinto (Garrulax merulinus) es una especie de ave paseriforme de la familia Leiothrichidae propia del sur de Asia. 

## Distribución y hábitat
Se encuentra en Yunnan (sur de China), el noreste de India, Laos, Birmania, el noroeste de Tailandia, y el norte de Vietnam. Su hábitat natural son los bosques húmedos tropicales.